# Вішнугупта I
Вішнугупта I (санскр. विष्णुगुप्त) — один з останніх відомих правителів імперії Гуптів.

## Життєпис
Як правило, Вішнугупта вважається останнім імператором з династії Гуптів. Його правління тривало близько 10 років. Фрагмент відбитку його печатки, знайдений під час розкопок 1927–28 років у Наланді, свідчить, що батьком Вішнугупти був Кумарагупта III, а його дідом — Нарасімагупта. Ймовірно зазнав поразки й загинув у війні з гандхарським володарем Праварасеною.